# Saison 2016 de l'équipe cycliste Movistar
La saison 2016 de l'équipe cycliste Movistar est la trente-septième de cette équipe. Movistar termine à la première place du classement par équipes de l'UCI World Tour pour la quatrième année consécutive. Nairo Quintana, deuxième du classement World Tour, et Alejandro Valverde, quatrième, apportent à l'équipe ses principales victoires. Quintana remporte notamment le Tour d'Espagne, le Tour de Romandie, le Tour de Catalogne, et prend la troisième place du Tour de France. Valverde est notamment vainqueur de la Flèche wallonne.

## Préparation de la saison 2016

### Sponsors et financement de l'équipe
Depuis 2011, le sponsor principal de l'équipe est l'opérateur téléphonique Movistar. À l'issue de l'année 2013, l'engagement de cette équipe est prolongé jusqu'en 2016. Canyon est le fournisseur de cycles de l'équipe depuis 2014. Endura est le fournisseur de vêtements et d'accessoires, également depuis 2014. Cette entreprise s'est engagée pour trois ans. Le maillot conçu par Endura, bleu et vert est semblable a celui des années précédentes, le logo vert de Movistar étant légèrement plus grand cette saison.

### Arrivées et départs
| Arrivées        | Équipe 2015          |
| --------------- | -------------------- |
| Jorge Arcas     | Lizarte              |
| Carlos Betancur | AG2R La Mondiale     |
| Daniel Moreno   | Katusha              |
| Nélson Oliveira | Lampre-Merida        |
| Antonio Pedrero | Inteja-MMR Dominican |

| Départs         | Équipe 2016         |
| --------------- | ------------------- |
| Igor Antón      | Dimension Data      |
| Eros Capecchi   | Astana              |
| John Gadret     | Cross Team by G4    |
| Beñat Intxausti | Sky                 |
| Pablo Lastras   | retraite            |
| Enrique Sanz    | Southeast-Venezuela |

## Coureurs et encadrement technique

### Effectif
| Cycliste                | Date de naissance | Nationalité | Équipe 2015          |  |
| ----------------------- | ----------------- | ----------- | -------------------- |  |
| Andrey Amador           | 29 août 1986      | Costa Rica  | Movistar             |  |
| Winner Anacona          | 11 août 1988      | Colombie    | Movistar             |  |
| Jorge Arcas             | 8 juillet 1992    | Espagne     | Lizarte              |  |
| Carlos Betancur         | 13 octobre 1989   | Colombie    | AG2R La Mondiale     |  |
| Jonathan Castroviejo    | 27 avril 1987     | Espagne     | Movistar             |  |
| Alex Dowsett            | 3 octobre 1988    | Royaume-Uni | Movistar             |  |
| Imanol Erviti           | 15 novembre 1983  | Espagne     | Movistar             |  |
| Rubén Fernández Andújar | 1er mars 1991     | Espagne     | Movistar             |  |
| Jesús Herrada           | 26 juillet 1990   | Espagne     | Movistar             |  |
| José Herrada            | 1er octobre 1985  | Espagne     | Movistar             |  |
| Gorka Izagirre          | 7 octobre 1987    | Espagne     | Movistar             |  |
| Ion Izagirre            | 4 février 1989    | Espagne     | Movistar             |  |
| Juan José Lobato        | 30 décembre 1988  | Espagne     | Movistar             |  |
| Adriano Malori          | 28 janvier 1988   | Italie      | Movistar             |  |
| Daniel Moreno           | 5 septembre 1981  | Espagne     | Katusha              |  |
| Javier Moreno           | 18 juillet 1984   | Espagne     | Movistar             |  |
| Nélson Oliveira         | 6 mars 1989       | Portugal    | Lampre-Merida        |  |
| Antonio Pedrero         | 23 octobre 1991   | Espagne     | Inteja-MMR Dominican |  |
| Dayer Quintana          | 30 août 1992      | Colombie    | Movistar             |  |
| Nairo Quintana          | 4 février 1990    | Colombie    | Movistar             |  |
| José Joaquín Rojas      | 8 juin 1985       | Espagne     | Movistar             |  |
| Marc Soler              | 22 novembre 1993  | Espagne     | Movistar             |  |
| Rory Sutherland         | 8 février 1982    | Australie   | Movistar             |  |
| Jasha Sütterlin         | 4 novembre 1992   | Allemagne   | Movistar             |  |
| Alejandro Valverde      | 25 avril 1980     | Espagne     | Movistar             |  |
| Francisco Ventoso       | 6 mai 1982        | Espagne     | Movistar             |  |
| Giovanni Visconti       | 13 janvier 1983   | Italie      | Movistar             |  |
| Stagiaire               | Date de naissance | Nationalité | Équipe 2016          |  |
| Richard Carapaz         | 29 mai 1993       | Équateur    | Lizarte              |  |

## Bilan de la saison
Movistar termine à la première place du classement par équipes de l'UCI World Tour pour la quatrième année consécutive. Ses 1471 points lui donnent une avance de 110 points sur la deuxième, Tinkoff. Movistar égale en outre son record de victoires en une saison, avec 36 succès, en incluant le titre de champion d'Europe du contre-la-montre obtenu par Jonathan Castroviejo avec l'équipe d'Espagne. Alors nommée Banesto, l'équipe avait obtenu le même total en 1998.
Nairo Quintana, deuxième du classement World Tour, et Alejandro Valverde, quatrième, apportent à l'équipe ses principales victoires. Quintana remporte notamment le Tour d'Espagne, le Tour de Romandie, le Tour de Catalogne et la Route du Sud, et prend la troisième place du Tour de France. Valverde, qui a disputé et terminé les trois grands tours, est notamment vainqueur de la Flèche wallonne pour la quatrième fois, un record, du Tour d'Andalousie et du Tour de Castille-et-León. Il s'est classé troisième du Tour d'Italie, disputé pour la première fois.
Derrière ce duo, Ion Izagirre réalise la meilleure saison de sa carrière, avec une victoire au Grand Prix Miguel Indurain, un titre de champion d'Espagne du contre-la-montre, et une victoire d'étape à Morzine lors du Tour de France. Il termine en outre sur le podium du Tour de l'Algarve, du Tour de Suisse (2e) et du Tour de Romandie (3e).

### Victoires
| Date       | Course                                                | Pays                | Classe | Vainqueur          |
| ---------- | ----------------------------------------------------- | ------------------- | ------ | ------------------ |
| 24/01/2016 | Classement général du Tour de San Luis                | Argentine           | 2.1    | Dayer Quintana     |
| 05/02/2016 | 3e étape du Dubaï Tour                                | Émirats arabes unis | 2.HC   | Juan José Lobato   |
| 21/02/2016 | 5e étape du Tour d'Andalousie                         | Espagne             | 2.1    | Alejandro Valverde |
| 21/02/2016 | Classement général du Tour d'Andalousie               | Espagne             | 2.1    | Alejandro Valverde |
| 27/03/2016 | Classement général du Tour de Catalogne               | Espagne             | WT     | Nairo Quintana     |
| 02/04/2016 | Grand Prix Miguel Indurain                            | Espagne             | 1.1    | Ion Izagirre       |
| 08/04/2016 | 5e étape du Circuit de la Sarthe                      | France              | 2.1    | Juan José Lobato   |
| 10/04/2016 | Klasika Primavera                                     | Espagne             | 1.1    | Giovanni Visconti  |
| 15/04/2016 | 1re étape du Tour de Castille-et-León                 | Portugal            | 2.1    | Carlos Betancur    |
| 16/04/2016 | 2e étape du Tour de Castille-et-León                  | Espagne             | 2.1    | Alejandro Valverde |
| 17/04/2016 | 3e étape du Tour de Castille-et-León                  | Espagne             | 2.1    | Alejandro Valverde |
| 17/04/2016 | Classement général du Tour de Castille-et-León        | Espagne             | 2.1    | Alejandro Valverde |
| 20/04/2016 | Flèche wallonne                                       | Belgique            | WT     | Alejandro Valverde |
| 26/04/2016 | Prologue du Tour de Romandie                          | Suisse              | WT     | Ion Izagirre       |
| 28/04/2016 | 2e étape du Tour de Romandie                          | Suisse              | WT     | Nairo Quintana     |
| 01/05/2016 | Classement général du Tour de Romandie                | Suisse              | WT     | Nairo Quintana     |
| 01/05/2016 | 2e étape du Tour des Asturies                         | Espagne             | 2.1    | Carlos Betancur    |
| 02/05/2016 | 3e étape du Tour des Asturies                         | Espagne             | 2.1    | Daniel Moreno      |
| 07/05/2016 | 1re étape du Tour de la communauté de Madrid          | Espagne             | 2.1    | Juan José Lobato   |
| 08/05/2016 | Classement général du Tour de la communauté de Madrid | Espagne             | 2.1    | Juan José Lobato   |
| 24/05/2016 | 16e étape du Tour d'Italie                            | Italie              | WT     | Alejandro Valverde |
| 07/06/2016 | 2e étape du Critérium du Dauphiné                     | France              | WT     | Jesús Herrada      |
| 17/06/2016 | 3e étape de la Route du Sud                           | France              | 2.1    | Nairo Quintana     |
| 18/06/2016 | 7e étape du Tour de Suisse                            | Suisse              | WT     | Ion Izagirre       |
| 18/06/2016 | 4e étape de la Route du Sud                           | France              | 2.1    | Marc Soler         |
| 19/06/2016 | Classement général de la Route du Sud                 | France              | 2.1    | Nairo Quintana     |
| 23/06/2016 | Championnat de Grande-Bretagne du contre-la-montre    | Royaume-Uni         | CN     | Alex Dowsett       |
| 23/06/2016 | Championnat d'Espagne du contre-la-montre             | Espagne             | CN     | Ion Izagirre       |
| 24/06/2016 | Championnat du Portugal du contre-la-montre           | Portugal            | CN     | Nélson Oliveira    |
| 25/06/2016 | Championnat d'Espagne sur route                       | Espagne             | CN     | José Joaquín Rojas |
| 18/07/2015 | 7e étape du Tour de Pologne                           | Pologne             | WT     | Alex Dowsett       |
| 23/07/2016 | 20e étape du Tour de France                           | France              | WT     | Ion Izagirre       |
| 29/08/2016 | 10e étape du Tour d'Espagne                           | Espagne             | WT     | Nairo Quintana     |
| 11/09/2016 | Classement général du Tour d'Espagne                  | Espagne             | WT     | Nairo Quintana     |
| 20/09/2016 | 1re étape du Tour de Toscane                          | Italie              | 2.1    | Giovanni Visconti  |

### Résultats sur les courses majeures
Les tableaux suivants représentent les résultats de l'équipe dans les principales courses du calendrier international (les cinq classiques majeures et les trois grands tours). Pour chaque épreuve est indiqué le meilleur coureur de l'équipe, son classement ainsi que les accessits glanés par Movistar sur les courses de trois semaines.

#### Classiques
| Classique            | Milan-San Remo           | Tour des Flandres  | Paris-Roubaix      | Liège-Bastogne-Liège     | Tour de Lombardie       |
| -------------------- | ------------------------ | ------------------ | ------------------ | ------------------------ | ----------------------- |
| Coureur (classement) | Alejandro Valverde (15e) | Imanol Erviti (7e) | Imanol Erviti (9e) | Alejandro Valverde (16e) | Alejandro Valverde (6e) |

#### Grands tours
| Grand tour           | Tour d'Italie                           | Tour de France                                                    | Tour d'Espagne                                                              |
| -------------------- | --------------------------------------- | ----------------------------------------------------------------- | --------------------------------------------------------------------------- |
| Coureur (classement) | Alejandro Valverde (3e)                 | Nairo Quintana (3e)                                               | Nairo Quintana (1er)                                                        |
| Accessits            | 1 victoire d'étape (Alejandro Valverde) | 1 victoire d'étape (Ion Izagirre), Classement général par équipes | 1 victoire d'étape (Nairo Quintana), classement du combiné (Nairo Quintana) |